# Kevin Robertson
Kevin George Robertson (ur. 8 lutego 1959 w Biloxi) – amerykański piłkarz wodny, zdobywca srebrnego medalu z drużyną na Letnich Igrzyskach Olimpijskich w Los Angeles i Letnich Igrzyskach Olimpijskich w Seulu.